# کانگ دونگ-هی
کانگ دونگ-هی (انگلیسی: Kang Dong-hee؛ زادهٔ ۲۰ دسامبر ۱۹۶۶) بازیکن سابق و مربی بسکتبال اهل کره جنوبی است. وی در بازی‌های المپیک تابستانی ۱۹۶۴ شرکت کرده‌است.